# Махмуд Алаа
Махмуд Алаа Ельдін (араб. محمود علاء‎, нар. 28 січня 1991, Каїр) — єгипетський футболіст, центральний захисник клубу «Замалек» та національної збірної Єгипту.

## Клубна кар'єра
Народився 28 січня 1991 року в Каїрі. Вихованець футбольної школи клубу «Харас Ель Годуд». Дорослу футбольну кар'єру розпочав 2011 року в основній команді того ж клубу, в якій провів чотири сезони, взявши участь у 84 матчах чемпіонату. Більшість часу, проведеного у складі «Харас Ель Годуда», був основним гравцем команди.
Своєю грою за цю команду привернув увагу представників тренерського штабу клубу «Ваді Дегла», до складу якого приєднався 2015 року. Відіграв за каїрську команду наступні два сезони своєї ігрової кар'єри. Граючи у складі «Ваді Дегла» також здебільшого виходив на поле в основному складі команди.
До складу клубу «Замалек» приєднався 2017 року, відразу ставши гравцем його основного складу.

## Виступи за збірні
Протягом 2011–2012 років залучався до складу молодіжної збірної Єгипту. На молодіжному рівні зіграв у 8 офіційних матчах.
2012 року  захищав кольори олімпійської збірної Єгипту. У складі цієї команди провів 3 матчі і був учасником футбольного турніру на Олімпійських іграх 2012 року в Лондоні.
2012 року дебютував в офіційних матчах у складі національної збірної Єгипту. У складі збірної був учасником домашнього Кубка африканських націй 2019, де був гравцем «основи», а також Кубка африканських націй 2021, що проходив на початку 2022 року в Камеруні, де єгиптяни здобули «срібло», а сам захисник виходив на заміну в одній грі.
| Дата       | Місто       | Господарі         | Результат  | Гості    | Турнір                                      | Голи | Примітки |
| ---------- | ----------- | ----------------- | ---------- | -------- | ------------------------------------------- | ---- | -------- |
| 11-5-2012  | Триполі     | Ліван             | 1 – 4      | Єгипет   | товариський матч                            | -    | 72'      |
| 15-8-2012  | Салала      | Оман              | 1 – 1      | Єгипет   | товариський матч                            | -    | 58'      |
| 30-9-2013  | Каїр        | Єгипет            | 2 – 0      | Уганда   | товариський матч                            | -    | 85'      |
| 2-10-2013  | Каїр        | Єгипет            | 3 – 0      | Уганда   | товариський матч                            | -    | 31'      |
| 26-3-2019  | Асаба       | Нігерія           | 1 – 0      | Єгипет   | товариський матч                            | -    | 50' 51'  |
| 13-6-2019  | Александрія | Єгипет            | 1 – 0      | Танзанія | товариський матч                            | -    |          |
| 21-6-2019  | Каїр        | Єгипет            | 1 – 0      | Зімбабве | Кубок африканських націй 2019 - 1-й етап    | -    |          |
| 26-6-2019  | Каїр        | Єгипет            | 2 – 0      | ДР Конго | Кубок африканських націй 2019 - 1-й етап    | -    | 81'      |
| 6-7-2019   | Каїр        | Єгипет            | 0 – 1      | ПАР      | Кубок африканських націй 2019 - 1/8 фіналу  | -    |          |
| 13-10-2019 | Александрія | Єгипет            | 1 – 0      | Ботсвана | товариський матч                            | -    |          |
| 7-11-2019  | Александрія | Єгипет            | 1 – 0      | Ліберія  | товариський матч                            | -    | 59'      |
| 14-11-2019 | Александрія | Єгипет            | 1 – 1      | Кенія    | Відбір до Кубка африканських націй 2021     | -    | 40'      |
| 18-11-2019 | Мороні      | Коморські Острови | 0 – 0      | Єгипет   | Відбір до Кубка африканських націй 2021     | -    |          |
| 12-11-2021 | Луанда      | Ангола            | 2 – 2      | Єгипет   | Відбір до ЧС 2022                           | -    | 90+3'    |
| 30-1-2022  | Яунде       | Єгипет            | 2 – 1 д.ч. | Марокко  | Кубок африканських націй 2021 - чвертьфінал | -    | 91'      |
| Усього     |             | Матчів            | 15         |          | Голів                                       | 0    |          |

## Титули і досягнення
- Володар Кубка Єгипту (2):

«Замалек»: 2017-2018, 2018-2019
- Володар Суперкубка Єгипту (1):

«Замалек»: 2019
- Чемпіон Єгипту (1):

«Замалек»: 2020-2021
- Володар Кубка конфедерації КАФ (1):

«Замалек»: 2018-2019
- Володар Суперкубка КАФ (1):

«Замалек»: 2020
- Срібний призер Кубка африканських націй: 2021